# Lepidodermella tabulata
Lepidodermella tabulata is een buikharige uit de familie Chaetonotidae. Het dier komt uit het geslacht Lepidodermella. Lepidodermella tabulata werd in 1926 voor het eerst wetenschappelijk beschreven door Preobrajenskaja. 